# Turner Field
Il Turner Field, conosciuto anche con il soprannome di The Ted, è uno stadio situato nella città di Atlanta, in Georgia, Stati Uniti. Dal 1997 al 2016 ha ospitato gli incontri casalinghi degli Atlanta Braves, squadra che milita nella Major League Baseball (MLB). A partire dalla stagione 2017 i Braves si trasferirono nel SunTrust Park.
Il 21 dicembre 2015 la Georgia State University si è aggiudicata l'asta per la proprietà dello stadio e dei terreni adiacenti diventando l'unica proprietaria a partire dal 5 gennaio 2017. L'area è diventata un'espansione del campus universitario e attraverso interventi di ristrutturazione l'impianto è stato trasformato nella nuova casa della squadra di football dell'università, i Georgia State Panthers; assumendo il nome di Georgia State Stadium.
Costruito inizialmente come stadio olimpico per la XXVI Olimpiade, è stato inaugurato il 19 luglio 1996 con il nome di Centennial Olympic Stadium e a seguito della conclusione dei X Giochi paralimpici estivi l'impianto è stato modificato per diventare uno stadio di baseball; l'inaugurazione del nuovo stadio è avvenuta il 29 marzo 1997 attraverso una partita amichevole mentre la prima partita di campionato è stata giocata il 4 aprile 1997.

## Storia
Il progetto originale prevedeva la costruzione del Centennial Olympic Stadium (con capienza di 85.000 posti) che avrebbe ospitato tutte le gare di atletica nonché la cerimonia d'apertura e di chiusura della XXVI Olimpiade svoltasi ad Atlanta. Da qualche anno, la città e la squadra degli Atlanta Braves, avevano espresso la volontà di costruire un nuovo stadio che avrebbe sostituito il vecchio Atlanta Fulton County Stadium (rimasto in funzione dal 1966 al 1996 e demolito il 2 agosto 1997); si è pensato quindi di disegnare l'impianto per poi essere utilizzato come stadio di baseball permanente.
Il cantiere è stato aperto il 10 luglio del 1993 e prevedeva un costo totale di 209 milioni di dollari, 170 finanziati da entità private quali NBC e vari sponsor olimpici; i rimanenti sono stati stanziati dal comitato olimpico di Atlanta che, favorevole alla conversione olimpiade-baseball, ha pagato anche gli ulteriori costi per la trasformazione. Una volta concluse le paralimpiadi sono iniziati i nuovi lavori che consistevano nell'eliminazione della pista di atletica (donata in seguito all'università di Clark Atlanta) e la demolizione delle gradinate nella parte nord andando a ridurre la capienza a circa 49.000 posti. Sono state costruite delle tribune per chiudere il perimetro del campo che attualmente occupano la parte dell'outfield e sono state installate le cancellate dell'entrata principale dove una volta si trovava la pista ovale; tuttora sono ben visibili i confini del campo originale che sono stati arricchiti con ristoranti, negozi e attrazioni per i tifosi che seguono le partite.
Lo stadio è stato completato prima dell'inizio della stagione 1997 ed è stato ribattezzato con il nome di "Turner Field" in onore di Ted Turner proprietario della squadra, mentre il tratto di strada in cui sorge è stato chiamato "Hank Aaron Drive 755" in onore di Hank Aaron, storico giocatore dei Braves che ha detenuto per diversi anni il record della MLB per maggiori fuoricampo battuti da un singolo giocatore in carriera: 755.
La prima partita è stata giocata il 29 marzo 1997, è stato un incontro amichevole e ha visto i padroni di casa vincere con il punteggio di 2 a 0 contro i New York Yankees. La prima partita ufficiale di campionato è stata giocata il 4 aprile 1997 nella quale i Braves si sono imposti sui Chicago Cubs con il punteggio di 5 a 4.

### Costruzione del nuovo stadio
A partire dalla stagione 2017 gli Atlanta Braves hanno iniziato a giocare nel nuovo stadio chiamato SunTrust Park. Questo cambiamento è stato deciso per diversi fattori, quali la scadenza del contratto di affitto fissata per la fine del 2016, per gli elevati costi di ristrutturazione stimati in circa 350 milioni di dollari (150 per la manutenzione della struttura e 200 per il divertimento dei fan) e per motivi di logistica (problemi di traffico, mancanza di fermate di mezzi pubblici nelle vicinanze e scarsa disponibilità di parcheggi).
Gli ultimi campionati dei Braves non sono andati come sperato e questo, unito ai problemi di logistica, ha fatto sì che la presenza di tifosi durante le partite diminuisse parecchio; il nuovo complesso è sorto in una zona periferica in rapida crescita economica ed edilizia a nord-ovest di Atlanta, precisamente in un'area denominata Cumberland della contea di Cobb. Il progetto è stato affidato all'azienda Populous, che ha già costruito diversi impianti sportivi in tutto il mondo. Nel terreno confinante con lo stadio sono state costruite varie attività commerciali, aree ecologiche e parcheggi.

## Rinnovamenti

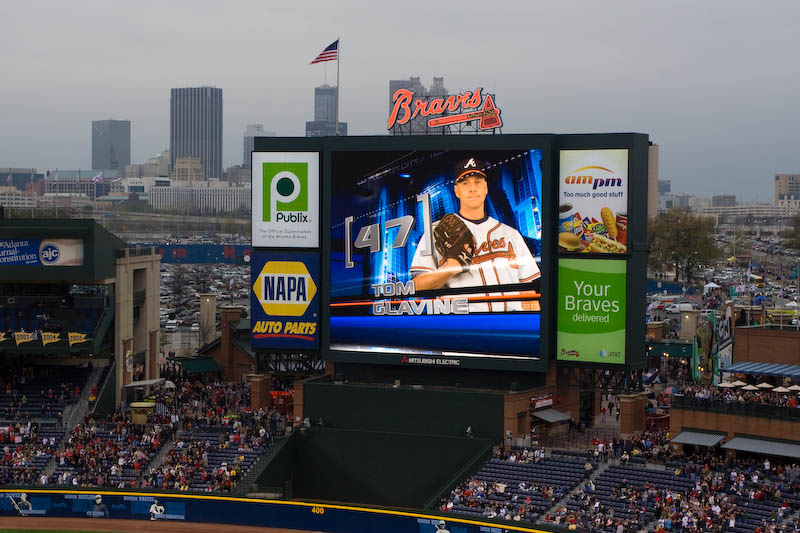
Il video-tabellone segnapunti installato nella parte centrale dell'outfield

Lo stadio è stato costruito in tempi recenti ma nonostante ciò sono stati eseguiti diversi lavori per migliorare l'esperienza dei fan presenti alle partite. Nel 2005 è stato installato un video-tabellone dal costo di 10 milioni di dollari che ha stabilito il record mondiale per il più grande display in alta definizione esistente; questo primato è stato battuto in seguito da altri impianti sportivi. Nello stesso anno è stata inserita, lungo il perimetro che divide i piani di gradinate, una striscia di monitor luminosi lunga 329 metri che viene usata principalmente per annunci pubblicitari.
Nel 2009 è stata rinnovata la parte superiore della tribuna laterale sinistra. È stata sostituita la famosa bottiglia di Coca-Cola gigante con una più tecnologica (sono presenti dei monitor a LED in corrispondenza dell'etichetta del marchio) e accanto ad essa è stata posizionata una statua raffigurante una mucca della Chick-fil-A (catena statunitense di fast food specializzata nel servire cibi a base di pollo) alta 12 metri che incita la squadra e i tifosi.

## Capienza
Di seguito viene riportata la capienza dello stadio durante i rispettivi anni:
- 85 000 (in occasione della XXVI Olimpiade)
- 50 528 (1997)
- 49 714 (1998–2000)
- 50 096 (2001–2007)
- 49 743 (2008–2010)
- 49 586 (2011–2016)

## Avvenimenti
- L'11 luglio 2000 ha ospitato il 71° All Star Game della Major League, l'affluenza è stata di 51.323 spettatori e Derek Jeter è stato nominato MVP della partita.
- Il 5 ottobre 2003, durante una partita di playoff contro i Chicago Cubs, si è registrato il numero massimo di spettatori (54.357). Tutti i posti a sedere erano esauriti e sono stati venduti biglietti anche per seguire la partita rimanendo in piedi.
- Nella sera tra il 26 e 27 luglio 2011 è stata giocata la partita più lunga dello stadio e della storia dei Braves. È durata 6 ore e 39 minuti ed è finita al 19° inning con il punteggio di 6 a 4 per i padroni di casa contro i Pittsburgh Pirates.

## Numeri ritirati
Nel corso degli anni gli Atlanta Braves hanno deciso di ritirare i numeri dei giocatori e allenatori più significativi della loro storia; fino alla stagione 2012 erano esposti su una parte di tribuna nel lato sinistro del campo e dalla stagione 2013 queste placche sono state sostituite con delle scritte moderne in cui è presente anche il nome.

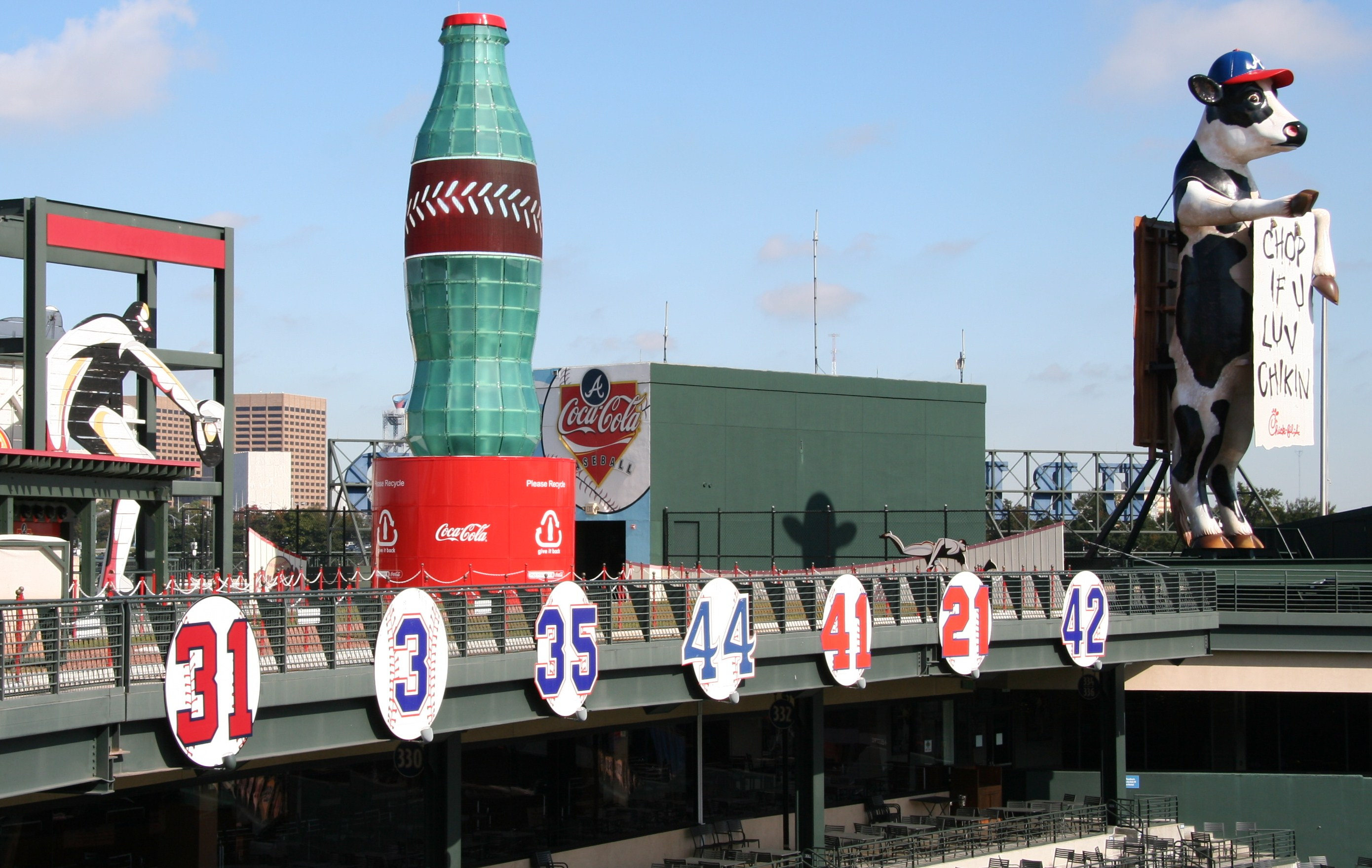
Le vecchie placche figuranti i numeri ritirati e sopra si può notare la bottiglia di Coca-Cola accanto alla mucca gigante.

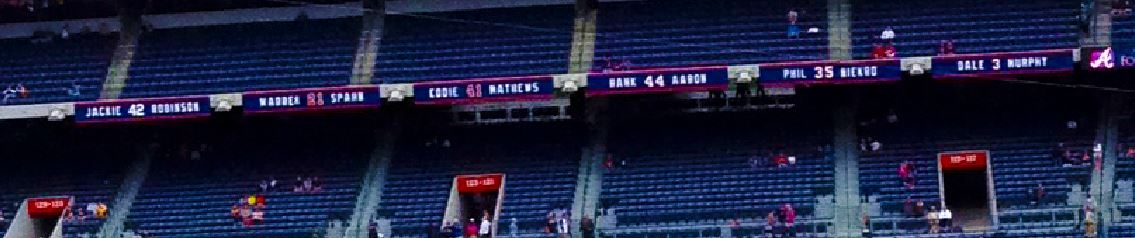
I banner commemorativi installati nel 2013

| Nr. | Nome            | Ruolo                                                                               | Anni con i Braves                                                                   | Data di ritiro del numero                                                           |
| --- | --------------- | ----------------------------------------------------------------------------------- | ----------------------------------------------------------------------------------- | ----------------------------------------------------------------------------------- |
| 3   | Dale Murphy     | OF                                                                                  | 1976–1990                                                                           | 19 giugno 1994                                                                      |
| 6   | Bobby Cox       | Allenatore                                                                          | 1978–1981, 1990–2010                                                                | 12 agosto 2011                                                                      |
| 10  | Chipper Jones   | 3B, LF                                                                              | 1993–2012                                                                           | 28 giugno 2013                                                                      |
| 21  | Warren Spahn    | Lanciatore                                                                          | 1942, 1946–1964                                                                     | 11 dicembre 1965                                                                    |
| 29  | John Smoltz     | Lanciatore                                                                          | 1988–1999, 2001–2008                                                                | 8 giugno 2012                                                                       |
| 31  | Greg Maddux     | Lanciatore                                                                          | 1993–2003                                                                           | 17 luglio 2009                                                                      |
| 35  | Phil Niekro     | Lanciatore                                                                          | 1964–1983, 1987                                                                     | 6 agosto 1984                                                                       |
| 41  | Eddie Mathews   | 3B Allenatore                                                                       | 1952–1966 (giocatore) 1972–1974 (allenatore)                                        | 26 luglio 1969                                                                      |
| 44  | Hank Aaron      | OF                                                                                  | 1954–1974                                                                           | 15 aprile 1977                                                                      |
| 47  | Tom Glavine     | Lanciatore                                                                          | 1987–2002, 2008                                                                     | 6 agosto 2010                                                                       |
| 42  | Jackie Robinson | Brooklyn Dodgers 1947-1956 (ritirato dalla Major League Baseball il 15 aprile 1997) | Brooklyn Dodgers 1947-1956 (ritirato dalla Major League Baseball il 15 aprile 1997) | Brooklyn Dodgers 1947-1956 (ritirato dalla Major League Baseball il 15 aprile 1997) |

## Usi secondari
Fin dal giorno della sua apertura l'impianto viene usato occasionalmente per concerti e può raggiungere una capienza massima di circa 60.000 persone. In passato si sono esibiti diversi artisti tra cui i Metallica, Paul McCartney, la Dave Matthews Band, Eminem e i Rolling Stones.
Qui si sono girate anche scene di film o serie televisive ad esempio Flight, Cambio vita, Di nuovo in gioco e la stagione 19 del reality show The Amazing Race che è stata girata interamente fuori dallo stadio.

## Galleria d'immagini

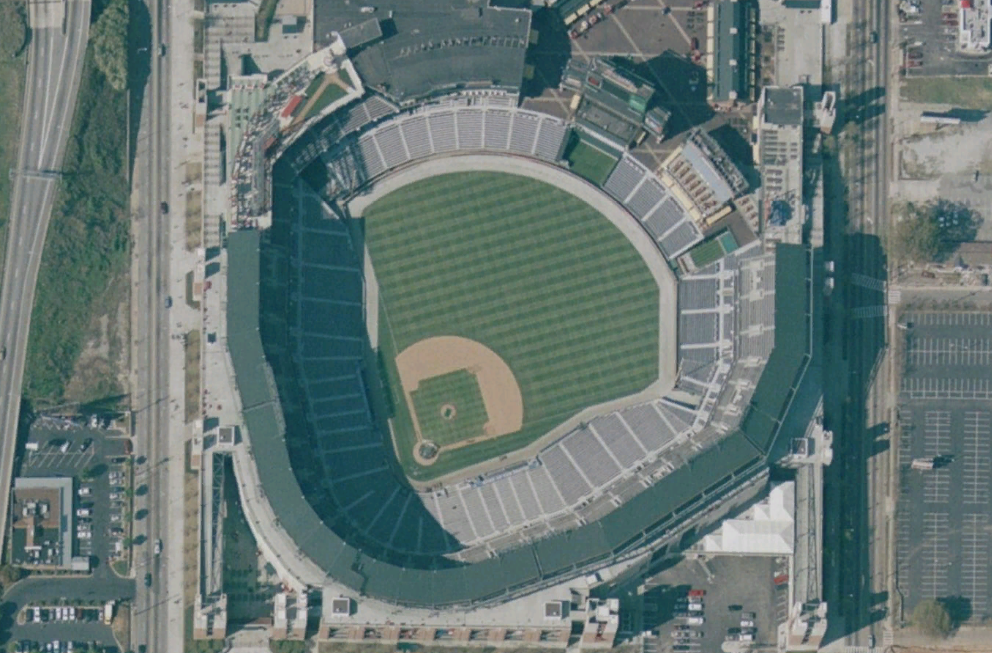
Turner Field dall'alto
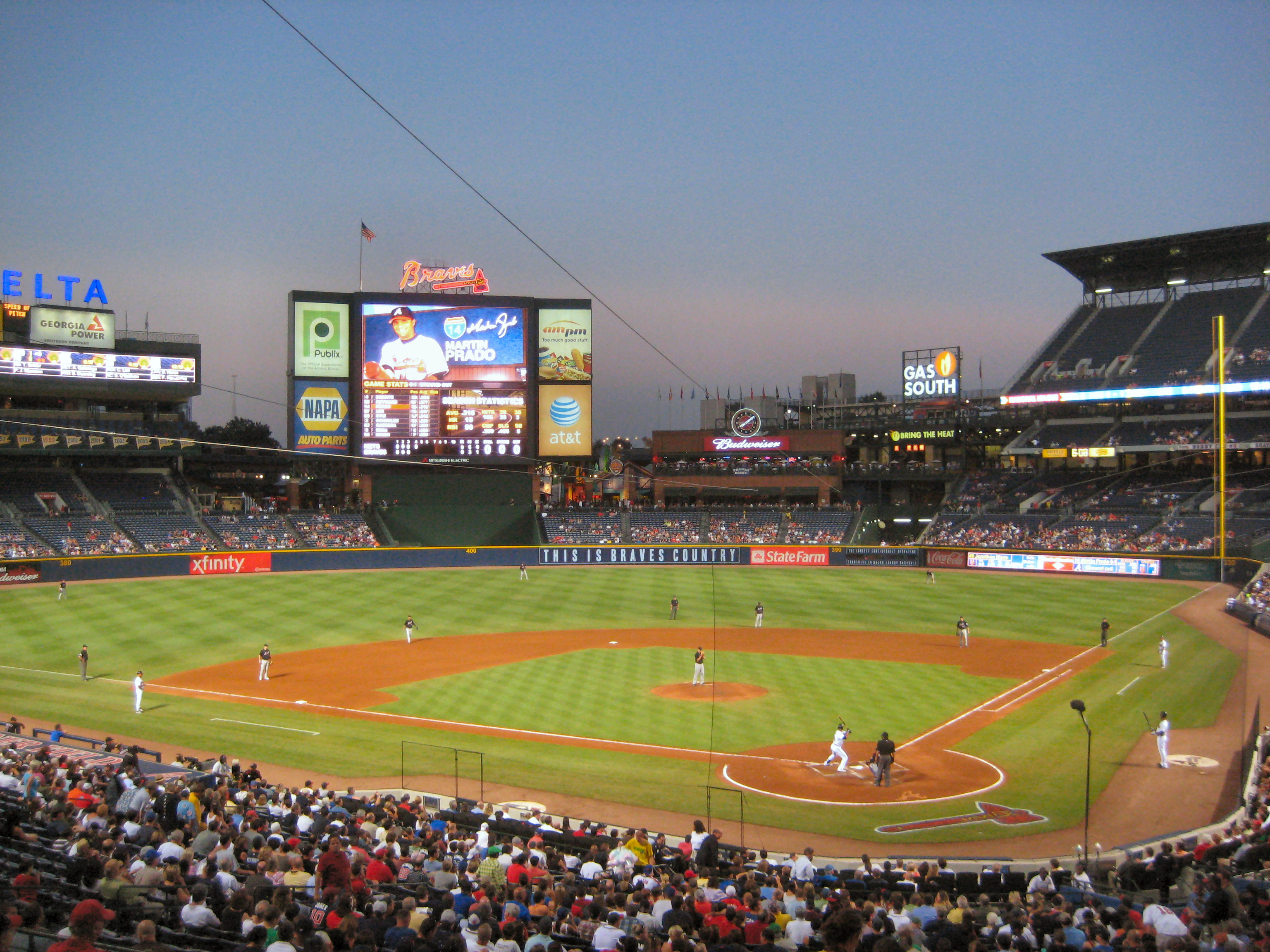
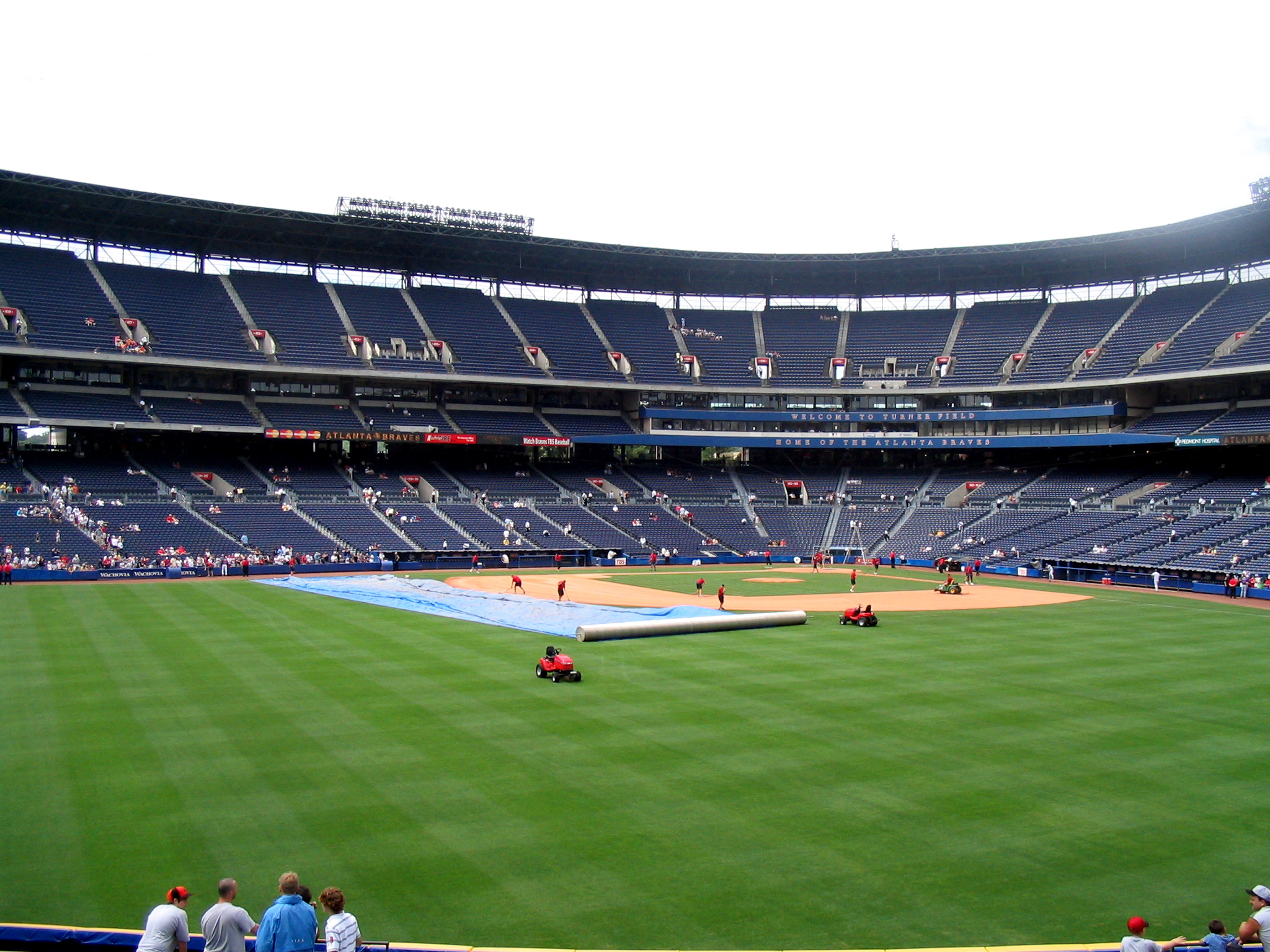
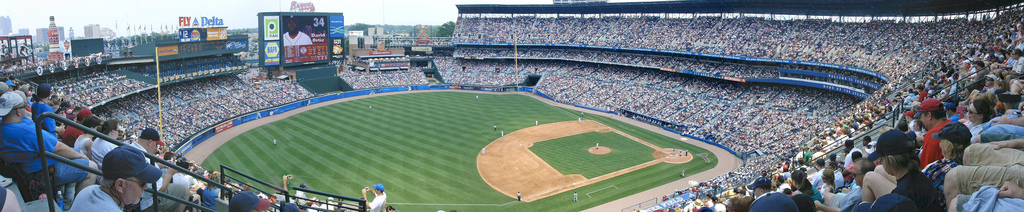
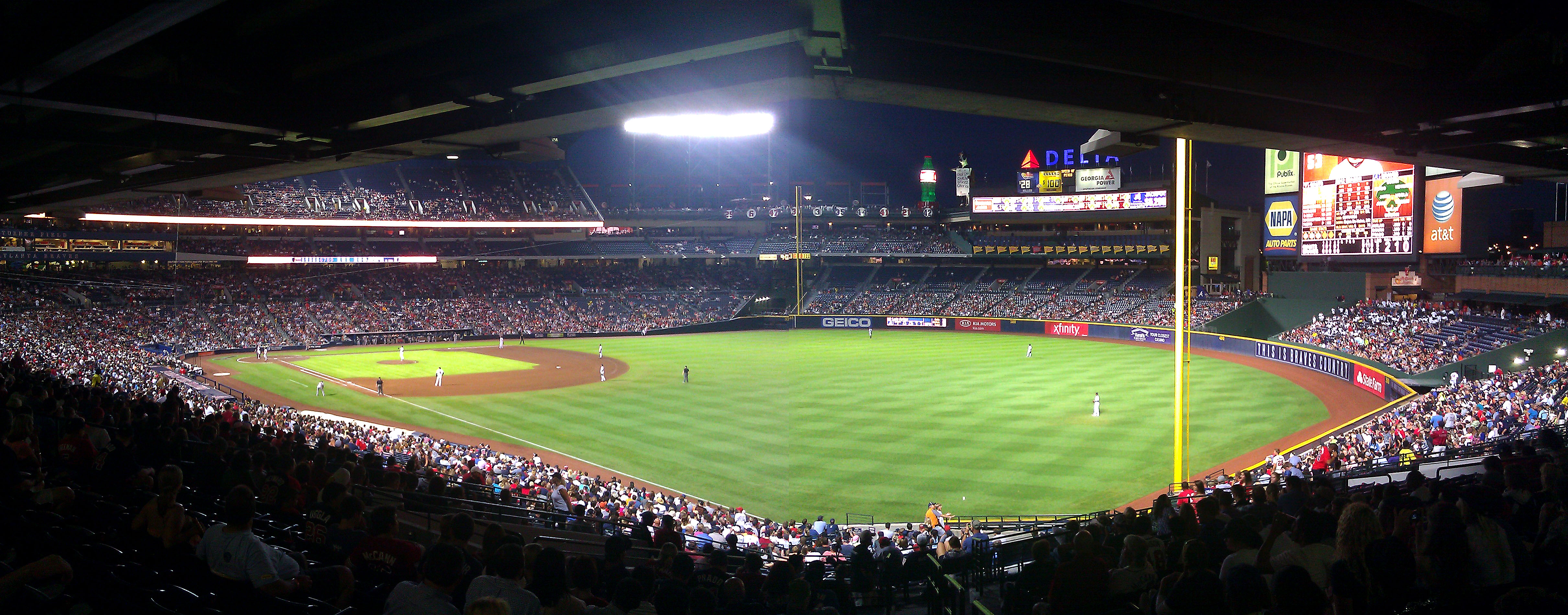
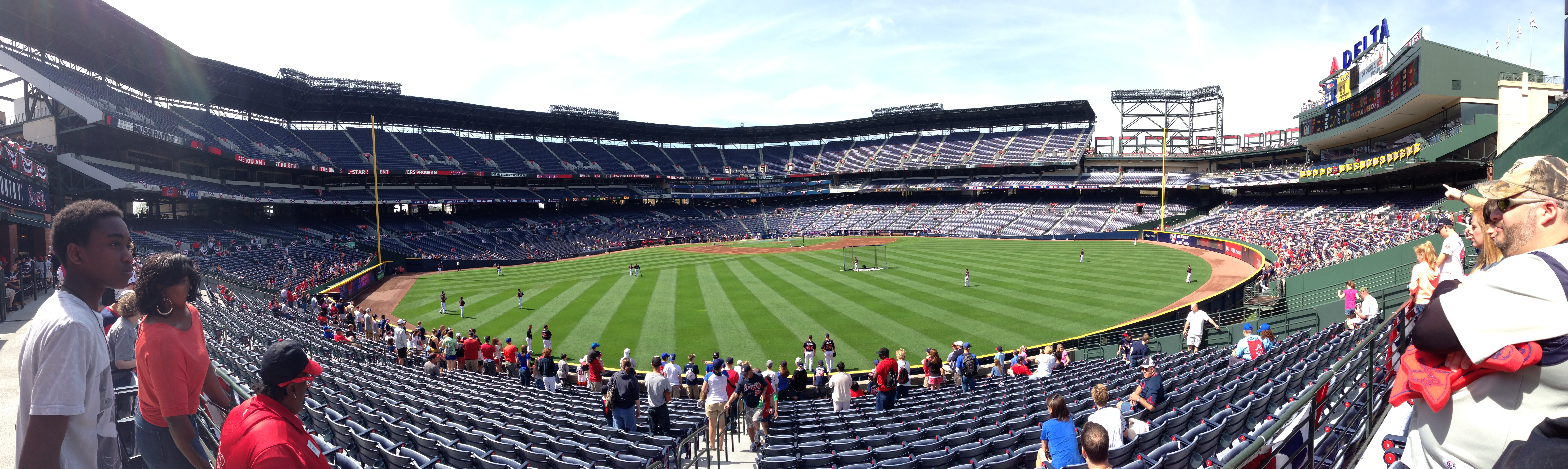
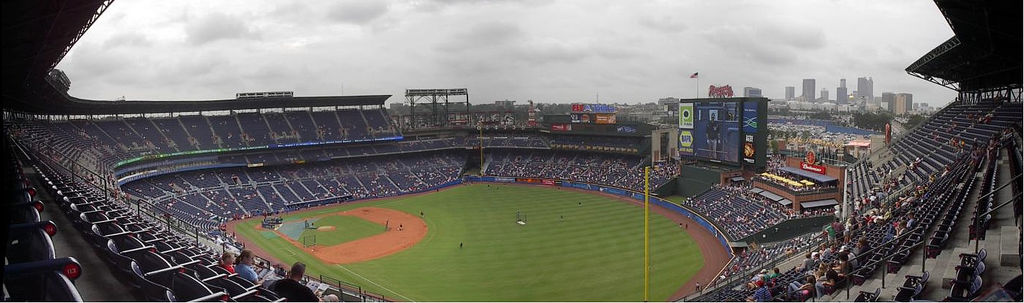
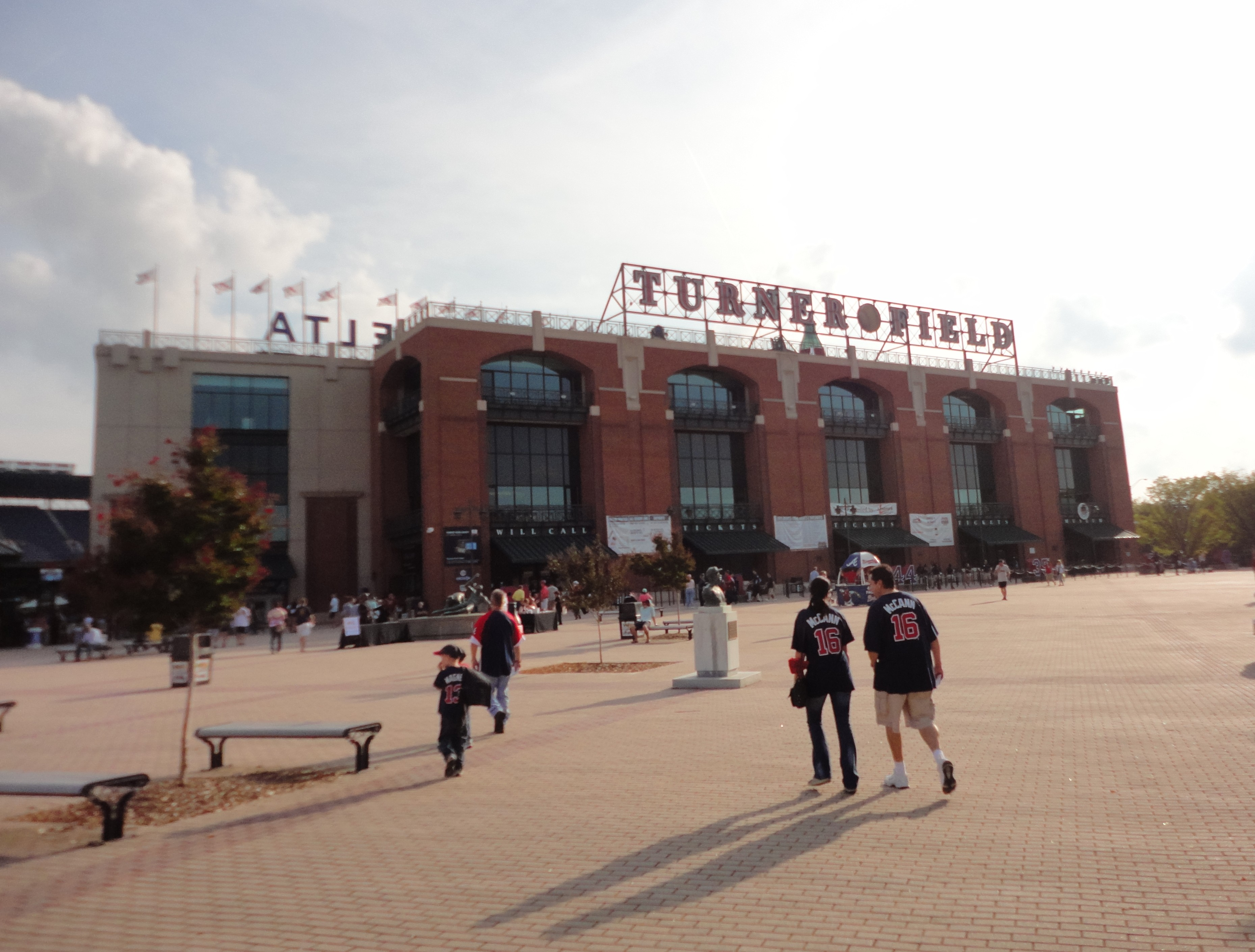
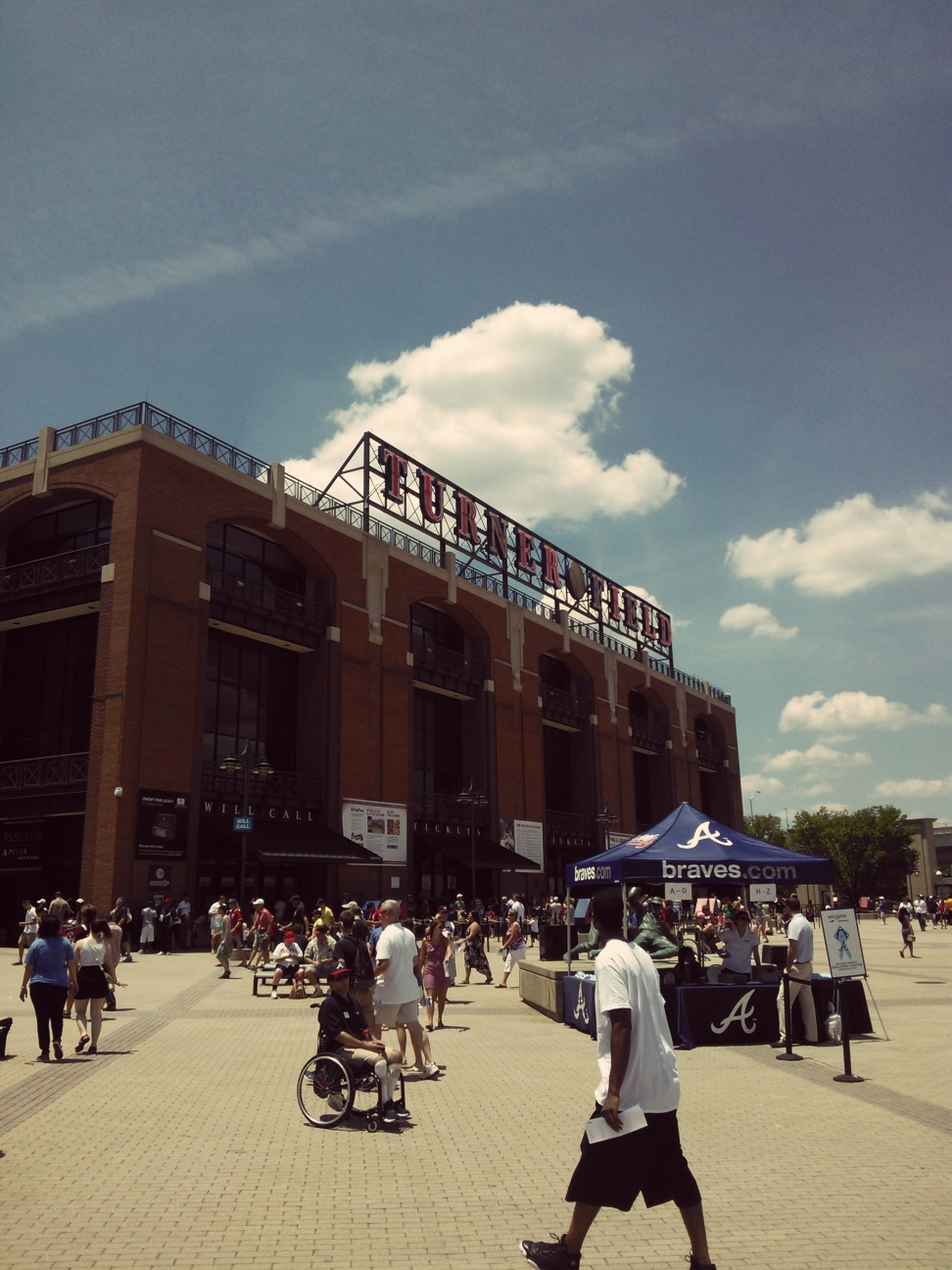
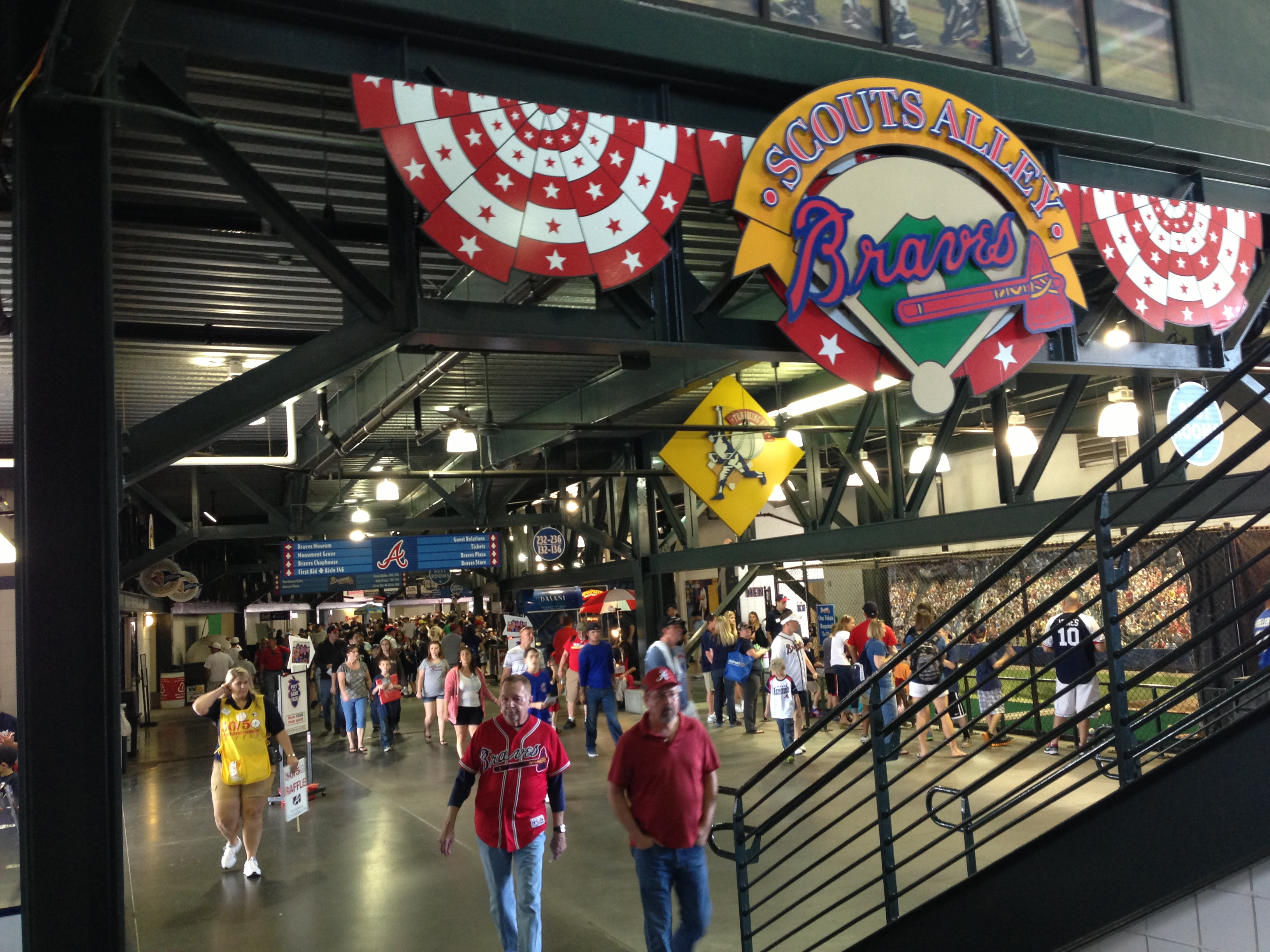